# تپه ماستی قلعه
تپه ماستی قلعه مربوط به دوران پیش از تاریخ ایران باستان است و در شهرستان الیگودرز، روستای فهره واقع شده و این اثر در تاریخ ۵ آذر ۱۳۸۰ با شمارهٔ ثبت ۴۳۵۹ به‌عنوان یکی از آثار ملی ایران به ثبت رسیده است.